# Petra Felke
Petra Meier-Felke (Saalfeld/Saale, 30 de julho de 1959) é uma ex-atleta da Alemanha Oriental, campeã olímpica do lançamento de dardo em Seul 1988.
Petra começou a treinar com a campeã olímpica Ruth Fuchs no clube de atletismo Motor Jena. Com a carreira de Fuchs chegando a fim, Petra assumiu seu lugar como principal atleta do lançamento de dardo do país e posteriormente, do mundo. Seu primeiro bom resultado foi um terceiro lugar no campeonato alemão de 1978, que ela repetiu em 1981. Mostrando evolução, em 1982 e 1983 ela ficou em segundo e entre 1984 e 1989 foi a campeã nacional da prova.
Seu primeiro recorde mundial foi estabelecido em Schwerin, em junho de 1985, com a marca de 75,26m, que ela quebrou no mesmo dia, lançando o dardo a 75,40 m. Em 1987, conseguiu uma terceira melhor marca do mundo em Leipzig, com 78,90 m. Poucos dias depois, ganhou a medalha de prata no Campeonato Mundial de Atletismo de Roma, perdendo para a britânica Fatima Whitbread, sua maior adversária européia no período.

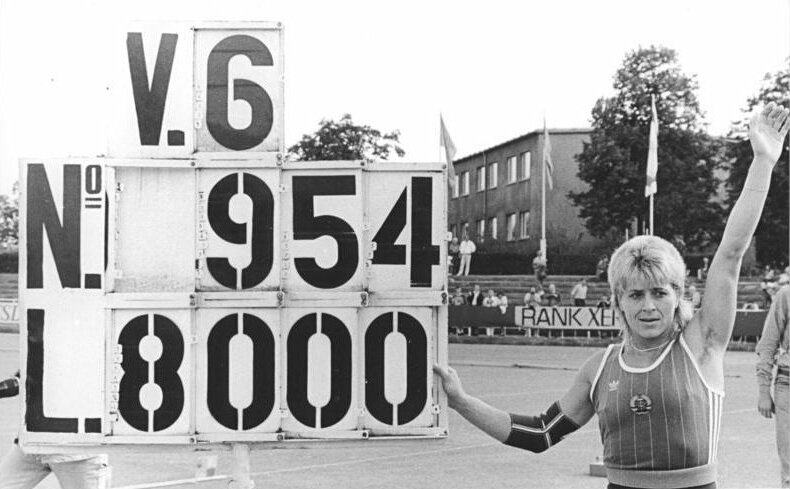
Felke comemora seu recorde mundial de 80,00 m em Potsdam, setembro de 1988.

Em 9 de setembro de 1988, em Potsdam, poucos dias antes dos Jogos Olímpicos, ela mais uma vez estabeleceu nova marca mundial, desta vez tornando-se a primeira atleta no mundo a superar os 80 m no dardo, atingindo a distância exata, 80 m. Seu maior momento na carreira veio poucos dias depois, quando tornou-se campeã olímpica com a marca de 74,68 m, novo recorde olímpico, deixando sua rival Whitbread com a medalha de prata.
Em 1991, Felke ainda conseguiria a medalha de prata no Mundial de Tóquio, antes de encerrar a carreira no ano seguinte, depois de um modesto sétimo lugar nos Jogos Olímpicos de Barcelona, aos 32 anos.